# Rafael Cansinos Assens
Rafael Cansinos Assens, född 24 november 1883 i Sevilla, Spanien, död 6 juli 1964 i Madrid, var en spansk poet, romanförfattare, litteraturkritiker och essäist. Han var en företrädare för den så kallade ultraistiska rörelsen, en spansk litterär rörelse med tydliga kopplingar till avantgardism och fransk symbolism.
Efter Spanska inbördeskriget gick Cansinos Assens i intern exil för att slippa samarbeta med Francisco Franco och hans regim. Han ägnade den mesta av den här tiden åt översättning.